# Live at the Rainbow
Live at the Rainbow (eller bara Live som den egentligen heter) är den första live-videon som det brittiska heavy metalgruppen Iron Maiden gav ut i maj 1981. Anledningen till att den kallas Live at the Rainbow i stället för bara Live är att bandet spelade på Rainbow Theather i London. Låten Killers var helt ny när konserten gjordes, och Paul Di'Anno hade inte skrivit klart hela texten ännu. Han själv påstår att han hittade resten av texten i logen innan han gick upp på scen, och därför skiljer den sig lite från hur texten sedan går på albumversionen av låten.
Konserten filmades den 21 december 1980 och det var en speciell spelning. Den tekniska utrustningen för inspelningen gick sönder, så ljuden spelades inte in efter halva konserten - därför var man tvungen att spela halva konserten en gång till.
Konserten gavs åter ut igen 2004 i dvd:n The Early Days.

## Låtlista
1. The Ides Of March (Harris)
2. Wrathchild (Harris)
3. Killers (Di'Anno, Harris)
4. Remember Tomorrow (Harris, Di'Anno)
5. Transylvania (Harris)
6. Phantom Of The Opera (Harris)
7. Iron Maiden (Harris)

## Banduppsättning
- Paul Di'Anno - sång
- Dave Murray - gitarr
- Adrian Smith - gitarr
- Steve Harris - bas
- Clive Burr - trummor